# Conistra unicolor
Conistra unicolor är en fjärilsart som beskrevs av Lucas 1911. Conistra unicolor ingår i släktet Conistra och familjen nattflyn. Inga underarter finns listade i Catalogue of Life.